# Щеврик парагвайський
Ще́врик парагвайський (Anthus chacoensis) — вид горобцеподібних птахів родини плискових (Motacillidae). Мешкає в Аргентині і Парагваї.

## Поширення і екологія
Парагвайські щеврики живуть в парагвайській і аргентинській пампі, на полях і пасовищах.